# 续议商务专条附章
《续议商务专条附章》是1895年6月20日(光绪二十一年五月二十八日)中法两国政府在北京签署的不平等条约。

## 历史
中日甲午战争以后，法国参加三国干涉还辽，迫使清政府与沙俄、法国签订《四厘借款合同》(“俄法洋款”一亿金卢布，约合白银一亿两)，并于1895年5月8日法国外交部长哈洛托召见中国驻法公使龚照瑗。中国政府代表中方全权大臣總理各國事務衙門和碩慶親王奕䜣、总理各国事务衙门大臣军机大臣吏部左侍郎徐用仪和法方全权大臣、法国驻清公使施阿兰在北京签订了中法《续议界务专条附章》和中法《续议商务专条附章》。

## 内容
中法《续议商务专条附章》共九条。对前订《续议商务专条》修订、扩充。
通过此约，法国不仅扩大了在华商务特权，而且进一步攫取了矿务、电政方面的特权。并进一步获得了修建从越南至云南、广西铁路的特权。云南、广西、广东成为法国的势力范围。
1895年七月十九日，法军武装强行占领勐乌、乌德，遭到傣汉各族人民的强烈反抗。
法国为实现在中国的筑路权，1896年6月迫使清政府与其签订修筑镇南关至龙州的铁路合同。法国公司“包办”铁路的修筑及建成后的经理事宜，清政府只能加以“稽察”。1897年3月15日清王朝照会法国政府“永不将海南岛让与任何他国，承认法国对海南岛的特权”；6月18日照会法国政府：“同登至龙州铁路修成后，可展修至南宁、百色；中国在广东、广西、云南开矿，可延聘法国矿师厂商；中国疏通红河上游河道，修平河口至蛮耗、蒙自至昆明的道路；从云南与越南的边界处，沿百色河或红河，修筑铁路至昆明。”即滇越铁路。